# Папово-Торунське
Папово-Торунське (пол. Papowo Toruńskie) — село в Польщі, у гміні Лисомиці Торунського повіту Куявсько-Поморського воєводства.
Населення — 1243 особи (2011).
У 1975—1998 роках село належало до Торунського воєводства.

## Демографія
Демографічна структура станом на 31 березня 2011 року:
|          | Загалом | Допрацездатний вік | Працездатний вік | Постпрацездатний вік |
| -------- | ------- | ------------------ | ---------------- | -------------------- |
| Чоловіки | 611     | 159                | 399              | 53                   |
| Жінки    | 632     | 122                | 414              | 96                   |
| Разом    | 1243    | 281                | 813              | 149                  |